# El poble és qui més ordena
El poble és qui més ordena és un àlbum de còmic històric sobre la Revolució dels Clavells guionitzat per la historiadora portuguesa Raquel Varela i dibuixat pel sociòleg brasiler Robson Vilalba. Intitulat Utopia en la versió original en portugués, les traduccions prenen el vers o povo é quem mais ordena de la cançó «Grândola, Vila Morena» de Zeca Afonso, que donà inici a la revolta del 25 d'abril.
Totes compartixen una cita atribuïda a Lev Trotski com a subtítol: «Les revolucions són impossibles fins que esdevenen inevitables.»
| «               | És un llegat perillós per a la burgesia. És que el que plantege en el còmic […]. És la idea de que la utopia és possible. Perquè, quan es parla de socialisme, es parla de Stalin i de Cambodja. Per què no es parla del que passà durant la Revolució Portuguesa? | » |
| — Raquel Varela | |   |

Varela i Vilalba es conegueren en accions de solidaritat amb treballadors de Portugal: ella, experta en la Revolta dels Clavells i amant del còmic, estava interessada a contar-la per a les noves generacions; ell ja havia publicat dos àlbums de tema polític brasiler, Notas de um tempo silenciado (sobre la dictadura militar) i Um grande acordo nacional (del procés de destitució de Dilma Rousseff).

## Contingut
Publicat el 2024, poc abans del cinquanté aniversari de la Revolució, l'argument se centra en el personatge de José, un jove lisboeta com molts dels que visqueren la guerra colonial portuguesa, els darrers dies de l'Estado Novo i l'arribada de la Tercera República de Portugal. Inspirat en la persona real de José Gameiro, Utopia conta la seua vida en grisalla des de la infància, la presa de consciència veïnal durant les inundacions de Portugal del 1967, la clandestinitat política prèvia al 25 d'abril (amb el festival de Vilar de Mouros com a rerefons) i l'activisme radical posterior a la caiguda del règim.
En l'epíleg, Varela reflexiona sobre la importància històrica de la Revolució en paral·lel amb altres moviments democràtics coetanis o amb la invasió russa d'Ucraïna del 2022 i Guerra entre Israel i Gaza de 2023.

## Edicions
A Portugal, el llibre es presentà el 2 d'abril a Lisboa i, el sendemà, a Porto, abans d'eixir a la venda en llibreries el 4 d'abril. A l'Estat espanyol, l'editorial Txalaparta, Manifest Llibres i Verso Libros publicaren sengles traduccions en basc —a càrrec d'Eskarne Mujika Gallastegi—, català —a càrrec de Sebastià Bennasar— i castellà amb el vers d'Afonso com a títol i les mateixes portades que l'edició brasilera, publicada per editorial Veneto; al Brasil es presentà l'11 de maig a Curitiba.

## Recepció
Utopia no és el primer còmic sobre el 25 d'Abril, un subgènere batejat «BD de Abril» que sol publicar obres al voltant d'aquella data, però destaca per l'aproximació historiogràfica aportada per Varela i la coincidència amb els cinquanta anys de la fita: altres obres precedents són Uma revolução desenhada: O 25 de Abril e a BD (publicada el 1999, és més aïna una antologia sobre el tema), As Pombinhas do Sr. Leitão i Salazar (ambdós de Miguel Rocha, sobre el règim anterior als Clavells) o Operação Óscar (José Ruy, 2000, amb èmfasi en la recerca documental) i O país dos cágados (2012, sobre la preparació de l'alçament).
Utopia ha sigut designat llibre recomanat pel programa LER+ Pla Nacional de Lectura.